# لدا ۳۸
سیارک ۳۸ (به انگلیسی: 38 Leda) سی و هشتمین سیارک کشف شده‌است که در ۱۲ ژانویه ۱۸۵۶ و در پاریس کشف شد.
قدر مطلق سیارک برابر ۸٫۳۲ است.